# Charles-Armand Trépardoux

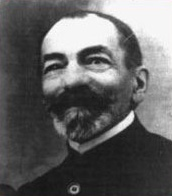
Charles-Armand Trépardoux.

Charles-Armand Trépardoux (* 26. Februar 1853 in Paris; † 4. Mai 1920 in Arcueil-Cachan) war ein französischer Ingenieur, Dampfwagenbauer und Pionier der französischen Automobilindustrie.

## Jugend
Charles Trépardoux wird 1853 an der Rue Ferou im VI. Arrondissement in Paris geboren. Sein Vater ermutigt ihn zu einer technischen Laufbahn; so besucht er von 1868 bis 1871 die
École impériale des Arts et Métiers in Angers, die er mit einem Ingenieursdiplom abschließt. Seinen Militärdienst leistet er während des Deutsch-Französischen Krieges in einem Pionierregiment und wird 1873 ehrenvoll entlassen. Danach arbeitet er als technischer Zeichner in Paris. 1877 heiratet er Marie Joly, seine Gattin verstirbt jedoch wenige Monate nach der Heirat.

## Georges Bouton und der Graf de Dion
Zu dieser Zeit wohnt Trépardoux an der Rue de Clignancourt im Pariser XVIII. Arrondissement. Hier macht er die Bekanntschaft von Georges Bouton, einem Mechaniker aus dem gleichen Quartier. Gemeinsam eröffnen sie eine Werkstätte für physikalische Apparate und hochpräzise Geräte an der Passage Léon, nahe der Rue de La Chapelle im XVIII. Arrondissement. Zur Verbreiterung des Angebots nimmt ihre Werkstätte auch Aufträge für dampfbetriebene Modellschiffe und -eisenbahnen für das Ladengeschäft Giroux am Boulevard des Italiens an. 1879 heiratet Trépardoux Boutons jüngere Schwester Eugènie Ernestine (1854–1890).
Ihre Tätigkeit vermag zwar ihre beiden Familien zu ernähren, ihr Traum, einen eigenen Dampfwagen zu bauen, lässt sich jedoch nicht daraus finanzieren. Dennoch arbeiten sie an der Entwicklung eines Kessels, der sich für ein leichtes Dampffahrzeug eignen soll. Ende 1881 wird Graf Albert Jules de Dion auf sie aufmerksam, als ihn eine Modelldampfmaschine aus ihrer Werkstätte beeindruckt, die er im Schaufenster von Giroux sieht. Er sucht den Kontakt zu den Herstellern und erklärt sich bereit, das Kesselprojekt zu finanzieren. Die drei gründen die Firma Trépardoux et Cie, ingénieurs-constructeurs. Der Name ergibt sich, weil nur Trépardoux ein Ingenieursstudium abgeschlossen hat.

## Etablissements De Dion, Bouton & Trépardoux
Ihr Dampfkessel wird patentiert und in Booten und Vergnügungsyachten auf der Seine eingebaut. 1884 zieht die Firma nach Puteaux um, 1887 wird sie umbenannt in De Dion, Bouton & Trépardoux. Im Jahr 1888 wird Trépardoux in den Stadtrat von Puteaux gewählt, wo er der Verkehrskommission vorsteht. In dieser Position treibt er die Verlängerung der Straßenbahn von der Porte Maillot im 16. Pariser Arrondissement nach Marly-le-Roi voran. Als Stellvertreter des Bürgermeisters ist er später am Bau einer Brücke bei Puteaux beteiligt.

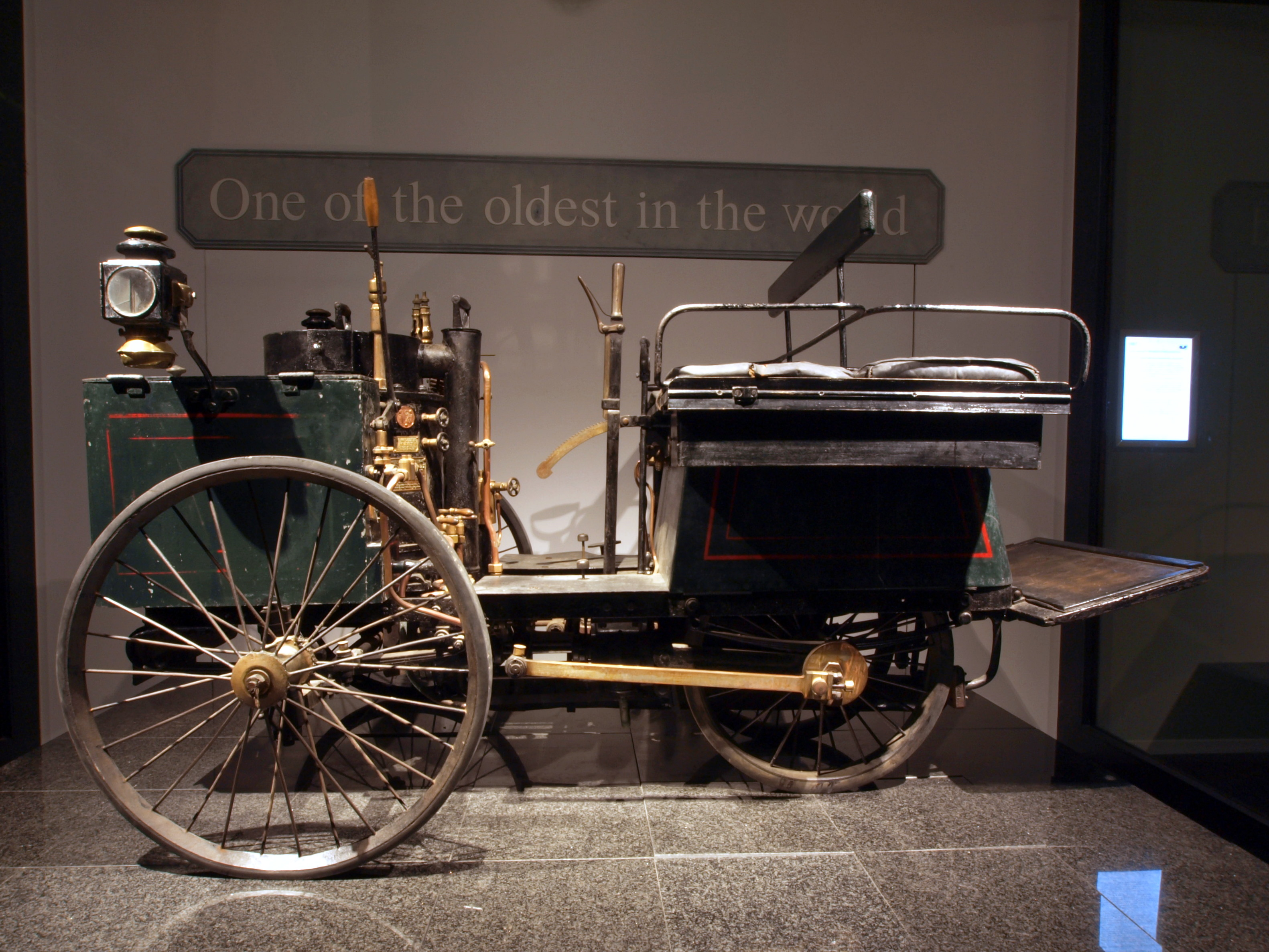
Dampfmobil De Dion, Bouton & Trépardoux (1887)

Seine Frau Eugénie stirbt 1890 bei der Geburt ihres zweiten Kindes noch im Kindbett. Trépardoux verändert sich und findet sich immer weniger mit der Entwicklung der Firma ab, die der Graf de Dion vorantreibt: Weg vom Dampfmobil, hin zum Benzinfahrzeug. Trotzdem führt er die maßgeblichen Arbeiten an einer neuartigen Hinterachse aus, die 1893 patentiert wird. Sie ist heute als De-Dion-Achse bekannt und wird in der letzten Generation der Dampfwagen des Unternehmens erstmals verwendet. Auch in die Voiturette von 1899 und die meisten der folgenden Personenwagen der Marke wird sie eingebaut.
Der Graf bringt 1889 erste Skizzen für einen Verbrennungsmotor zu Papier. Trépardoux ist strikt dagegen: „Das Arbeiten am Explosionsmotor heißt, gegen den Dampf zu arbeiten – gegen uns selber zu arbeiten.“ Es scheint eine Zeit lang, dass er den Motor tatsächlich verzögern kann. Dann wird ein externes Konstruktionsbüro beauftragt. 1893 übernimmt Georges Bouton die Entwicklung und stellt den ersten Prototyp fertig.
Als der Graf die Absicht bekannt machte, künftig ganz auf den Dampfantrieb zu verzichten, kam es zum Streit mit Trépardoux, der zu allem anderen den Verbrennungsmotor für nicht zuverlässig genug hielt. Noch im Jahr 1893 erfolgte eine Trennung im Zorn, die gemäß einigen Quellen derart heftig war, dass der Graf danach nicht nur Trépardoux’ Porträt aus den Clichés aller Druckunterlagen tilgen, sondern sogar im Archiv, auf Werkbildern und auf den Messingschildern an den Maschinen den alten Firmennamen De Dion, Bouton & Trépardoux entfernen ließ. Die von da an De Dion-Bouton genannte Marke liefert die letzten Nutzfahrzeuge mit Dampfantrieb 1904 aus.

## Spätere Jahre
Trépardoux ging später eine dritte Ehe mit Héloïse Godot ein und zog an die Rue de Paris 36 in Colombes. Er befasste sich vor allem mit Anwendungsmöglichkeiten für seinen leichten Dampfkessel. 1896 reichte er erneut Patente ein. Es liegt im Bereich des Möglichen, dass der erzürnte Graf de Dion auch später noch seinen Einfluss geltend gemacht hat, um Trépardoux zu schaden. Dieser kapitulierte jedenfalls, mittlerweile verbittert, und zog 1902 auf das Gut seines Schwagers in Saint-Aubin-les-Forges, Département Nièvre. Am 4. Mai 1920 verstarb er in Arcueil-Cachan.